# David A. Wheeler

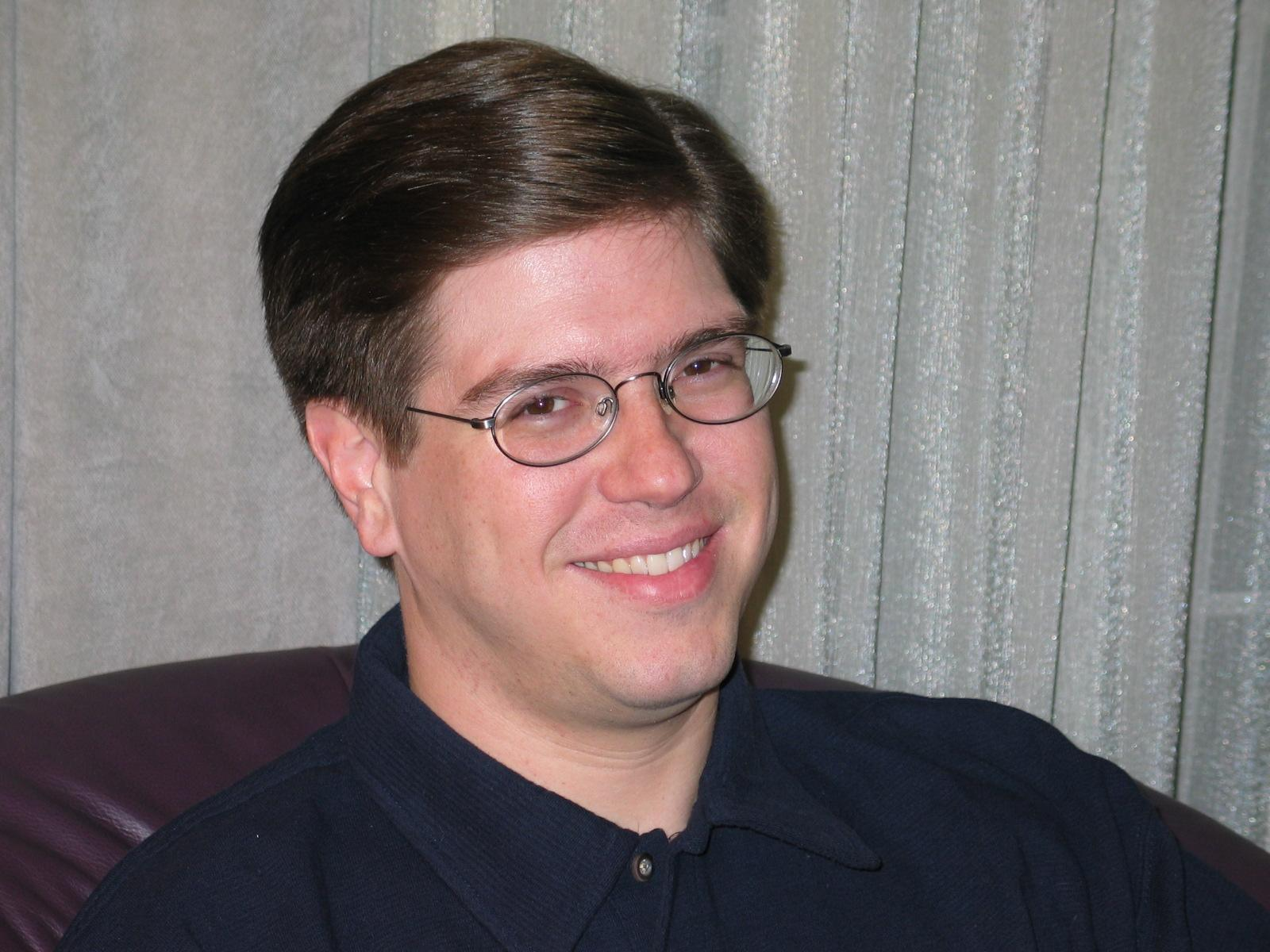
David A. Wheeler 2003

Para ver al inventor de las subrutinas y co-inventor de transformación Burrows-Wheeler, véase David Wheeler
David A. Wheeler (nacido en 1965) es un ingeniero de software de la Universidad George Mason, con actual residencia en Virginia. Se especializa en el desarrollo de sistemas de software de alto riesgo, particularmente grandes sistemas de software y seguridad informática. Ha escrito artículos sobre software libre y software de código abierto, entre los que se encuentran:
- "Commercial" is not the opposite of Free-Libre/Open-Source Software
- Why Open Source Software / Free Software (OSS/FS)? Look at the Numbers!
- Secure Programming for Linux and Unix HOWTO
- More than a Gigabuck: Estimating GNU/Linux's Size
- The Most Important Software Innovations
- Make Your Open Source Software GPL-Compatible. Or Else.
- Software Inspection: An Industry Best Practice por David A. Wheeler, Bill Brykczynski, y Reginald N. Meeson, Jr. IEEE Computer Society Press. ISBN 0-8186-7340-0.
- Ada 95: The Lovelace Tutorial. Springer-Verlag. ISBN 0-387-94801-5.

En el 2001, Wheeler hizo una lista de los más importantes conceptos de software desarrollados hasta ese entonces.